# Sílvia Pfeifer
Sílvia Escobar Pfeifer (Porto Alegre, 24 de fevereiro de 1958) é uma atriz brasileira, que iniciou sua carreira artística como modelo.

## Biografia
Sílvia começou sua carreia de modelo em 1979, aos vinte e um anos, tornando-se modelo profissional aquele ano. Em 1981, foi para a Europa pela primeira vez a trabalho. Durante os anos seguintes, morou e trabalhou em Milão e Paris desfilando para diversas grifes como Giorgio Armani, Christian Dior, Chanel e muitos outros. Tentou conciliar a carreira de modelo com a faculdade direito, da qual desistiu depois de dois anos para cursar Comunicação Social. Foi preparada por Bia Lessa para um longa (que acabou por não fazer), fez curso com Sérgio Britto e treinamento vocal com as fonoaudiólogas Glorinha Beuttenmüller e Márcia Tanure. Em 1988 passou nos testes para o filme A Grande Arte, de Walter Salles. No entanto, as filmagens atrasaram e Sílvia perdeu o papel para a atriz Amanda Pays.
Em 1990, aos 32 anos de idade, estreou como atriz na minissérie Boca do Lixo, com a personagem Cláudia. Em seguida participou da telenovela Meu Bem, Meu Mal, como Isadora Venturini. Também participou das novelas Perigosas Peruas (1992), Tropicaliente (1994), Malhação (1995), O Rei do Gado (1996), Torre de Babel (1998), e Celebridade (2003), entre outras. Em 2009, foi contratada pela RecordTV para viver a personagem Vera Ávila em Bela, a Feia. A atriz também atuou em filmes, são eles: Não Quero Falar Sobre Isso Agora, Xuxa Popstar e A Cartomante. Em 2012, fechou contrato com a TV Globo, onde viveu Marta em Malhação: Intensa como a Vida. Em 2014 viveu a Úrsula, a vilã de Alto Astral.
Em 2014 fez "Callas", peça dirigida por Marília Pêra, ao lado de Cassio Reis.
Em 2015 fez uma pequena participação na novela Totalmente Demais, interpretando a si mesma. No mesmo ano participou do filme Até Que A Sorte Nos Separe 3: A Falência Final. Em 2016, é contratada pela TVI, a emissora de maior audiência de Portugal onde em 2017 viveu a personagem Dra. Mônica Fonseca na novela Ouro Verde (ganhadora do Emmy de melhor novela estrangeira).
Entre os anos de 2007 e 2008, esteve no elenco da peça de teatro "Marido Ideal", com direção de Vitor Garcia Peralta, ao lado de Edwin Luisi, Herson Capri, Jacqueline Laurence, Vanessa Gerbelli, Larrisa Bracher, Olivia Byington e Lafayette Galvão.
Em 2018 fez "Além do Que Nossos Olhos Registram" direção de Fernando Philbert, ao lado de Raquel Penner, Karen Coelho, Priscila Fantin e Olivia Torres.
Em 2019, voltou à teledramaturgia na pele da personagem Mariinha, na novela Topíssima da RecordTV.

## Vida pessoal
Gaúcha de ascendência portuguesa e alemã, é a filha mais velha do engenheiro Antônio Carlos Alves Pfeifer, da dona de casa Lúcia Marina Escobar Pfeifer. Tem três irmãos: Bruno, Cláudia e Luciana. Foi casada com o empresário Nelson Chamma Filho de 1982 a 2020, hoje divorciada, com quem teve dois filhos: Emanuella Pfeifer Chamma, nascida em 1985, e Nicholas Pfeifer Chamma, nascido em 1993. A atriz é adepta do budismo tibetano desde 1992.

## Filmografia

### Televisão
| Ano  | Título                                                  | Personagem                       | Notas                                                       |
| ---- | ------------------------------------------------------- | -------------------------------- | ----------------------------------------------------------- |
| 1987 | Sassaricando                                            | Modelo                           | Episódio: "10 de novembro"                                  |
| 1989 | Top Model                                               | Modelo                           | Episódio: "18 de setembro".                                 |
| 1990 | Boca do Lixo                                            | Cláudia Toledo                   |                                                             |
| 1990 | Meu Bem, Meu Mal                                        | Isadora Venturini                |                                                             |
| 1991 | Escolinha do Professor Raimundo: 25 Anos dos Trapalhões | Marina da Glória                 | Episódio: "27 de julho"                                     |
| 1992 | Perigosas Peruas                                        | Leda Vallenari                   |                                                             |
| 1992 | Você Decide                                             | Maria Rita                       | Episódio: "O Sonho Dourado"                                 |
| 1993 | Você Decide                                             | Sandra                           | Episódio: "A Sangue Frio"                                   |
| 1994 | Você Decide                                             | Ana                              | Episódio: "Cinderela"                                       |
| 1994 | Tropicaliente                                           | Letícia Velásquez                |                                                             |
| 1995 | Você Decide                                             | Cléo                             | Episódio: "Intermezzo"                                      |
| 1995 | Malhação                                                | Paula Pratta de Gonzalez         | Temporada 1                                                 |
| 1996 | O Rei do Gado                                           | Léia Mezenga                     |                                                             |
| 1998 | Você Decide                                             | Dora                             | Episódio: "Das Duas Uma"                                    |
| 1998 | Torre de Babel                                          | Leda Sampaio                     |                                                             |
| 1998 | Torre de Babel                                          | Leila Sampaio                    | Episódios: "25 de maio–15 de julho"                         |
| 1999 | Mulher                                                  | Sônia Schneider                  | Episódio: "Mãe Menina"                                      |
| 2000 | Uga Uga                                                 | Vitória Arruda Prado             |                                                             |
| 2001 | O Clone                                                 | Cinira Dantas                    | Episódios: "10–20 de dezembro"                              |
| 2002 | Desejos de Mulher                                       | Virgínia Azeredo                 |                                                             |
| 2002 | Os Normais                                              | Selma                            | Episódio: "Acordando Normalmente"                           |
| 2003 | Kubanacan                                               | Amanda                           | Episódios: "22 de julho–16 de agosto"                       |
| 2003 | Celebridade                                             | Solange Sá                       | Episódios: "14–23 de outubro"                               |
| 2004 | Inspector Max                                           | Márcia Quintanilha               | Episódio: "O Soneto Mortal"                                 |
| 2004 | Maré Alta                                               | Passageira                       | Episódio: "30 de maio"                                      |
| 2004 | Linha Direta                                            | Edina Poni Melo Viana            | Episódio: "Crime das Irmãs Poni"                            |
| 2005 | A Diarista                                              | Júlia                            | Episódio: "Aquele da Cafeína"                               |
| 2006 | A Diarista                                              | Teresa                           | Episódio: "Marinete Não Chega!" Episódio: "Aquele da Chuva" |
| 2006 | Pé na Jaca                                              | Maria Clara Botelho Bulhões      |                                                             |
| 2008 | Casos e Acasos                                          | Ana Paula Gueiros                | Episódio: "Ele é Ela, Ela é Ele e Ela ou Eu"                |
| 2009 | Bela, a Feia                                            | Vera Ávila                       |                                                             |
| 2012 | Corações Feridos                                        | Cacilda Varella                  | Participação especial                                       |
| 2012 | Malhação: Intensa como a Vida                           | Marta Menezes                    | Temporada 20                                                |
| 2014 | Alto Astral                                             | Úrsula Alves Barbosa             |                                                             |
| 2015 | Totalmente Demais                                       | Ela mesma                        | Episódios: "22–24 de dezembro"                              |
| 2017 | Ouro Verde                                              | Monica Ferreira da Fonseca       |                                                             |
| 2018 | Que Marravilha!                                         | Participante                     | Temporada 20                                                |
| 2019 | Topíssima                                               | Maria Ramos Gonçalves (Mariinha) |                                                             |
| 2022 | Reis                                                    | Anainér, Rainha dos Filisteus    | Fase: A Decepção                                            |
| 2025 | Dona de Mim                                             | Drª. Rebeca Guimarães            | Episódios: "9 de junho–5 de agosto"                         |

### Cinema
| Ano  | Título                                         | Personagem                   |
| ---- | ---------------------------------------------- | ---------------------------- |
| 1982 | Tensão no Rio                                  | Modelo                       |
| 1991 | Não Quero Falar sobre Isso Agora               | Raquel                       |
| 2000 | Le Voyeur                                      | Suzy                         |
| 2000 | Xuxa Popstar                                   | Vani                         |
| 2004 | A Cartomante                                   | Drª. Antônia Maria dos Anjos |
| 2006 | O Caso Morel                                   | Cíntia                       |
| 2015 | Até Que A Sorte Nos Separe 3: A Falência Final | Nora Banks                   |
| 2018 | Segunda Feira                                  | Helena                       |

## Teatro
- 1997 - Paixão de Cristo, interpretando Maria (mãe de Cristo).
- 2007-08 - Marido Ideal, direção de Vitor Garcia Peralta.
- 2014 - Callas, direção de Marília Pêra.
- 2018 - Além do Que Nossos Registram, direção de Fernando Philbert.

## Prêmios e indicações
| Ano  | Premiações                                | Categoria                      | Nomeação      | Resultado | Ref    |
| ---- | ----------------------------------------- | ------------------------------ | ------------- | --------- | ------ |
| 2019 | Prêmio CinEuphoria                        | Melhor Atriz em Curta-Metragem | Segunda-Feira | Indicada  |        |
| 2019 | Feel The Reel International Film Festival | Melhor Atriz                   | Segunda-Feira | Indicada  |        |
| 2019 | Planos Fil Fest                           | Melhor Atriz                   | Segunda-Feira | Venceu    | [ 35 ] |
| 2019 | Prêmio Notícias de TV                     | Melhor Atriz Coadjuvante       | Topíssima     | Indicada  |        |